# Walter Hagen (Pilot)
Walter Hagen (* 16. März 1897 in Kiel; † 24. November 1963 ebenda) war ein deutscher Generalmajor der Luftwaffe der Wehrmacht im Zweiten Weltkrieg.

## Erster Weltkrieg
Während des Ersten Weltkriegs trat Hagen 1915 als Freiwilliger in die Preußische Armee ein, diente zunächst in einem Husarenregiment, wurde 1917 zur I. Seefliegerabteilung in Jabbeke, Flandern versetzt. Für sein Wirken erhielt er beide Klassen des Eisernen Kreuzes.

## Zwischen den Kriegen
Nach dem Krieg wurde Hagen Versuchspilot bei der Firma Junkers und anschließend bei der Erprobungsstelle Travemünde des Reichsverbandes der deutschen Luftfahrtindustrie. Bei Heinkel führte er 1930 den ersten Katapultstart eines Flugzeugs von einem Schiff durch, ein Jahr später nahm er am Deutschlandflug teil. Im Jahre 1935 trat er als Hauptmann in die neu gegründete Luftwaffe ein und bekam einen Posten beim Reichsluftfahrtministerium. Hier wurde er zum Major befördert und war für die Aufstellung der II. Gruppe der Trägergruppe 186 (II./186 (T)), dem Geschwader das auf dem Flugzeugträger Graf Zeppelin stationiert werden sollte, verantwortlich und wurde anschließend ihr Kommandeur.

## Zweiter Weltkrieg
Mit der II/186 (T), einer gemischten Gruppe aus Jägern und Sturzkampfbombern, nahm Hagen am Überfall auf Polen teil. Mit der Aufstellung der Gruppe I/186 (T) – der Sturzkampfbombergruppe des Trägergeschwaders 186, während die II/186 eine reine Jagdgruppe wurde – am 10. September 1939 wurde Hagen am 18. September Kommandeur der neuen Gruppe. Mit der I/186 ging er in den Frankreichfeldzug und wurde am 21. Juli 1940 stellvertretend für die Erfolge seiner Gruppe mit dem Ritterkreuz des Eisernen Kreuzes ausgezeichnet. Am 9. Juli 1940 wurde die I. Gruppe des Trägergeschwaders 186 umbenannt in die III. Gruppe des Sturzkampfgeschwaders 1, und gleichzeitig wurde Walter Hagen Kommodore des Sturzkampfgeschwaders 1. Das Geschwader wurde als Teil des X. Fliegerkorps in den Mittelmeerraum nach Trapani verlegt. Von dort aus flog das Sturzkampfgeschwader Angriffe auf Malta und Tobruk sowie auf Seeziele. Im Juni 1941 wurde sein Geschwader schließlich an die Ostfront verlegt, wo ihm am 17. Februar 1942 das Eichenlaub zum Ritterkreuz des Eisernen Kreuzes (77. Verleihung) verliehen wurde. Am 30. März 1943 gab Hagen das Sturzkampfgeschwader 1 an Oberstleutnant Gustav Preßler ab und als Oberst erst zum Fliegerführer 2 beim Fliegerkorps Tunis, dann zum Fliegerführer Kroatien, welche am 29. August 1944 Fliegerführer Nord-Balkan wurde und später im Februar 1945 in 17. Flieger-Division umbenannt wurde. Das Kommando über die 17. Flieger-Division hatte er bis Kriegsende inne. Am 1. Juli 1944 wurde Hagen zum Generalmajor befördert.